# 1456 Saldanha
1456 Saldanha este un asteroid din centura principală de asteroizi.

## Descriere
1456 Saldanha este un asteroid din centura principală de asteroizi. A fost descoperit pe 2 iulie 1937 la Johannesburg de Cyril V. Jackson. Asteroidul prezintă o orbită caracterizată de o semiaxă mare de 3,21 ua, o excentricitate de 0,22 și o înclinație de 10,4° în raport cu ecliptica.